# Ozan Kılıçoğlu
Ozan Kılıçoğlu (* 20. August 1991 in Sivas) ist ein türkischer Fußballspieler.

## Karriere
Kılıçoğlu begann 2001 hier in der Jugend von Sivas D.S.İ. SK mit dem Vereinsfußball und wechselte 2006 in die Jugend von Sivasspor. 2009 unterschrieb er beim Zweitverein Sivasspors, beim Istanbuler Viertligisten Üsküdar Anadolu 1908 SK einen Profivertrag, wurde aber bereits zur nächsten Rückrunde an Sivasspor ausgeliehen. Hier kam er ausschließlich für die Reservemannschaft zum Einsatz. Zur Rückrunde wurde er an den Ligarivalen Sivas 4 Eylül Belediyespor ausgeliehen. Für diesen absolvierte Kılıçoğlu 20 Ligaspiele. Ab dem Sommer 2011 begann er, bei Üsküdar Anadolu als Stammspieler aufzulaufen, und absolvierte in zwei Spielzeiten 60 Ligaspiele.
Zur Saison 2013/14 wechselte er zum Drittligisten Giresunspor. Mit diesem Klub beendete er die Saison als Meister der TFF 2. Lig und stieg in die TFF 1. Lig auf. Für die Saison 2014/15 wurde er an Sivas 4 Eylül Belediyespor ausgeliehen.

## Erfolge
Mit Giresunspor
- Meister der TFF 2. Lig und Aufstieg in die TFF 1. Lig: 2013/14